# Daniel Granville West, Baron Granville-West
Daniel Granville West, Baron Granville-West, (* 17. März 1904 in Newport; † 23. September 1984 in Pontypool) war ein  britischer Politiker der Labour Party.
Er wurde geboren in Born in Newport. West studierte Recht am University College of Wales. Er arbeitete als Notar. Von 1939 bis 1947 war er Ratsmitglied in der Bezirksversammlung von Monmouthshire. Während des Zweiten Weltkriegs war er in der Royal Air Force Volunteer Reserve.
In der Nachwahl 1946 wurde er für den Wahlkreis Pontypool in das Britische Unterhaus gewählt und wurde 1950 Parlamentarischer Privatsekretär des Innenministers  James Chuter Ede.
1958 wurde er als Baron Granville-West als einer der Ersten nach Inkrafttreten des Life Peerages Act 1958 zum Life Peer ernannt.  Sein Nachfolger im Unterhaus wurde Leo Abse. Er starb im Alter von 80 Jahren in Pontypool.